# Nikos Anastopoulos
Nikolaos "Nikos" Anastopoulos, mais conhecido como "Nikos" Anastopoulos (Dafni, 15 de maio de 1958), é um treinador de futebol e ex-futebolista grego que atuava como atacante.

## Carreira
Prolifico artilheiro do futebol grego,  Anastopoulos foi artilheiro quatro vezes da liga grega. É treinador desde 1995, sempre comandando clubes gregos.

## Seleção
Ele defendeu a Seleção Grega de Futebol, na histórica presença na Euro 1980.

## Títulos

### Como jogador
Olympiacos
- Campeonato Grego: 1980, 1981, 1983,1987
- Copa da Grécia: 1990, 1992
- Supercopa da Grécia: 1992

### Como treinador
PAS Giannina
- Beta Ethniki: 2001-02

## Ligações Externas
- Perfil em Fifa.com (em inglês)